# اناتولی لاتوکو
آناتولی لاتوکو (انگلیسی: Anatoly Lagetko; ۶ نوامبر ۱۹۳۶ – ۱۳ اوت ۲۰۰۶) بوکسور اهل اتحاد جماهیر شوروی سوسیالیستی بود.